# NGC 5530
NGC 5530 è una galassia a spirale barrata (SA(rs)bc) situata prospetticamente nella costellazione del Lupo alla distanza di 63 milioni di anni luce dalla Terra.
Ha un diametro di circa 80.000 anni luce. È componente del Gruppo di NGC 5643.
Nel 2007 è stata individuata la supernova di tipo II denominata SN 2007it.